# Giovanna Francesca di Hohenzollern-Sigmaringen
Giovanna Francesca Fidelis Antonietta Monica di Hohenzollern-Sigmaringen (Sigmaringen, 5 maggio 1765 – Kirn, 23 agosto 1790) fu per nascita principessa di Hohenzollern-Sigmaringen ed per matrimonio principessa di Salm-Kyrburg.

## Biografia
Era figlia del principe Carlo Federico di Hohenzollern-Sigmaringen (1724-1785) e della moglie Giovanna (1727-1787), figlia del conte Francesco Guglielmo di Hohenzollern-Berg.
Sposò il 29 novembre 1781, a Strasburgo, il principe Federico III di Salm-Kyrburg (1745-1794). In occasione del matrimonio il fratello di Giovanna, Antonio Luigi, venne fidanzato alla sorella di Federico, Amalia Zefirina.
Federico, che versava in una difficile condizione finanziaria, poté risollervarsi con l'enorme dote di sua moglie, e costruire tra il 1782 ed il 1787 a Parigi l'Hôtel de Salm, frequentata dall'aristocrazia nella Francia prerivoluzionaria.
Giovanna di Salm-Kyrburg fu sepolta nella chiesa di Kirn.

## Figli
Dal matrimonio con Federico nacquero i seguenti figli:
- Filippina Federica (1783–1786)
- Federico Enrico (1785–1786)
- Federico Emanuele (*/† 1786)
- Federico (1789–1859), principe di Salm-Kyrburg, sposò nel 1815 Cécile Rosalie Prévôt, baronessa di Bourdeaux (1783–1866)

## Ascendenza
|                                                       |                                         |                                                 | Genitori               |  |  | Nonni |  |  | Bisnonni                                |  |  | Trisnonni                                |  |
|                                                       |                                         |                                                 |                        |  |  |       |  |  | Mainardo II di Hohenzollern-Sigmaringen |  |  | Massimiliano di Hohenzollern-Sigmaringen |  |
|                                                       |                                         |                                                 |                        |  |  |       |  |  | Mainardo II di Hohenzollern-Sigmaringen |  |  | Massimiliano di Hohenzollern-Sigmaringen |  |
|                                                       |                                         | Maria Clara di Berg                             |                        |  |  |       |  |  | Mainardo II di Hohenzollern-Sigmaringen |  |  |                                          |  |
| Giuseppe Federico Ernesto di Hohenzollern-Sigmaringen |                                         |                                                 |                        |  |  |       |  |  | Mainardo II di Hohenzollern-Sigmaringen |  |  |                                          |  |
|                                                       |                                         | Giovanna di Montfort                            | Antonio II di Montfort |  |  |       |  |  |                                         |  |  |                                          |  |
|                                                       |                                         | Giovanna di Montfort                            | Antonio II di Montfort |  |  |       |  |  |                                         |  |  |                                          |  |
|                                                       |                                         | Giovanna di Montfort                            | …                      |  |  |       |  |  |                                         |  |  |                                          |  |
| Carlo Federico di Hohenzollern-Sigmaringen            |                                         | Giovanna di Montfort                            |                        |  |  |       |  |  |                                         |  |  |                                          |  |
|                                                       |                                         | Francesco Alberto di Öttingen-Spielberg         | …                      |  |  |       |  |  |                                         |  |  |                                          |  |
|                                                       |                                         | Francesco Alberto di Öttingen-Spielberg         | …                      |  |  |       |  |  |                                         |  |  |                                          |  |
|                                                       |                                         | Francesco Alberto di Öttingen-Spielberg         | …                      |  |  |       |  |  |                                         |  |  |                                          |  |
| Maria di Öttingen-Spielberg                           |                                         | Francesco Alberto di Öttingen-Spielberg         |                        |  |  |       |  |  |                                         |  |  |                                          |  |
|                                                       |                                         | Johanna Margarethe von Schwendi                 | …                      |  |  |       |  |  |                                         |  |  |                                          |  |
|                                                       |                                         | Johanna Margarethe von Schwendi                 | …                      |  |  |       |  |  |                                         |  |  |                                          |  |
|                                                       |                                         | Johanna Margarethe von Schwendi                 | …                      |  |  |       |  |  |                                         |  |  |                                          |  |
| Giovanna Francesca di Hohenzollern-Sigmaringen        |                                         | Johanna Margarethe von Schwendi                 |                        |  |  |       |  |  |                                         |  |  |                                          |  |
|                                                       | Mainardo II di Hohenzollern-Sigmaringen | Massimiliano di Hohenzollern-Sigmaringen        |                        |  |  |       |  |  |                                         |  |  |                                          |  |
|                                                       | Mainardo II di Hohenzollern-Sigmaringen | Massimiliano di Hohenzollern-Sigmaringen        |                        |  |  |       |  |  |                                         |  |  |                                          |  |
|                                                       | Mainardo II di Hohenzollern-Sigmaringen | Maria Clara di Berg                             |                        |  |  |       |  |  |                                         |  |  |                                          |  |
| Francesco di Hohenzollern-s'Heerenberg                | Mainardo II di Hohenzollern-Sigmaringen |                                                 |                        |  |  |       |  |  |                                         |  |  |                                          |  |
|                                                       |                                         | Giovanna di Montfort                            | Antonio II di Montfort |  |  |       |  |  |                                         |  |  |                                          |  |
|                                                       |                                         | Giovanna di Montfort                            | Antonio II di Montfort |  |  |       |  |  |                                         |  |  |                                          |  |
|                                                       |                                         | Giovanna di Montfort                            | …                      |  |  |       |  |  |                                         |  |  |                                          |  |
| Giovanna di Hohenzollern-s'Heerenberg                 |                                         | Giovanna di Montfort                            |                        |  |  |       |  |  |                                         |  |  |                                          |  |
|                                                       |                                         | Johann Christoph von Waldburg-Zeil              | …                      |  |  |       |  |  |                                         |  |  |                                          |  |
|                                                       |                                         | Johann Christoph von Waldburg-Zeil              | …                      |  |  |       |  |  |                                         |  |  |                                          |  |
|                                                       |                                         | Johann Christoph von Waldburg-Zeil              | …                      |  |  |       |  |  |                                         |  |  |                                          |  |
| Marie Katharina von Waldburg-Zeil                     |                                         | Johann Christoph von Waldburg-Zeil              |                        |  |  |       |  |  |                                         |  |  |                                          |  |
|                                                       |                                         | Maria Franziska Elisabeth von Montfort Tettnang | …                      |  |  |       |  |  |                                         |  |  |                                          |  |
|                                                       |                                         | Maria Franziska Elisabeth von Montfort Tettnang | …                      |  |  |       |  |  |                                         |  |  |                                          |  |
|                                                       |                                         | Maria Franziska Elisabeth von Montfort Tettnang | …                      |  |  |       |  |  |                                         |  |  |                                          |  |
|                                                       |                                         | Maria Franziska Elisabeth von Montfort Tettnang |                        |  |  |       |  |  |                                         |  |  |                                          |  |